# Termopausa

Strati dell'atmosfera

La termopausa è uno strato dell'atmosfera terrestre, situato al di sopra della termosfera.
In questa zona la temperatura cinetica è di circa 1300 K e i componenti principali dell'atmosfera non sono più azoto ed ossigeno, ma idrogeno ed elio. Per convenzione la costante solare viene misurata nella termopausa. Al di sopra di essa si trova l'esosfera.
L'esatta altitudine dipende da molteplici fattori tra i quali la latitudine, l'ora del giorno, i flussi solari. A causa di queste fluttuazioni la sua quota varia tra i 500 e i 1000 km dalla superficie terrestre. Una parte della magnetosfera può scendere dunque al di sotto di questo strato.
Sebbene sia formalmente uno strato appartenente all'atmosfera terrestre, la pressione è così bassa che il confine dello spazio viene convenzionalmente fissato diverse centinaia di km più in basso (linea di Kármán).
Nella termopausa orbitano i satelliti artificiali. Pur non subendo un significativo aumento di temperatura a causa della residua atmosfera presente, ne vengono però lentamente (ma inesorabilmente) rallentati. Le varie missioni ISS, Shuttle e Sojuz operano al di sotto di questo strato.